# سمك اليد السلس
سمك اليد السلس (بالإنجليزية: Smooth handfish، الاسم العلمي: Sympterichthys unipennis) هو نوع من الأسماك التي قد تكون قد انقرضت، وينتمي إلى جنس Sympterichthys. وقد أطلقت عليها هذه التسمية بسبب تشابهها مع أذرع الإنسان ويديه. يُعتقد أن هذا النوع كان مستوطنًا في المياه القريبة من سواحل تسمانيا، وبالتحديد في قناة دُنتريكاستو. في عام 2020، أُعلن عن انقراضه رسميًا ضمن القائمة الحمراء للاتحاد الدولي لحفظ الطبيعة (IUCN)، ليكون بذلك أول نوع من الأسماك البحرية يُصنف على أنه منقرض. ومع ذلك، في عام 2021، تم تعديل تصنيفه إلى "بيانات غير كافية" بسبب الشكوك حول شمولية الدراسات التي لم تتمكن من العثور على هذا النوع.

## تاريخه
تُعرف هذه الأسماك فقط من خلال العينة النموذجية التي جمعها المستكشفون الفرنسيون في عام 1802. ومع ذلك وُصف سمك اليد السلس لأول مرة بشكل رسمي عام 1804 من قبل عالم الطبيعة الفرنسي برنارد جيرمان دي لاسيبيد تحت اسم Lophius laevis، لكن هذا الاسم كان قد استخدمه عالم آخر، بيير أندريه لاتريل، في نفس العام. الاسم التالي الذي تم اقتراحه كان Chironectes unipennis، والذي أطلقه جورج كوفييه في عام 1817. وفي عام 1878، قام عالم الأحياء الأمريكي ثيودور جيل بتصنيف سمك اليد السلس ضمن جنس جديد أطلق عليه Sympterichthys. ويصنف هذا الجنس ضمن عائلة Brachionichthyidae التي تندرج تحت رتبة Lophiiformes (أسماك الصيادين)، وفقًا للطبعة الخامسة من "أسماك العالم". في الماضي، كان سمك اليد السلس شائعًا بشكل معقول، حيث كان من بين أول الأسماك التي تم وصفها في مسح فرانسوا بيرون لأستراليا عام 1802، وصيدت إحدى الأفراد باستخدام شبكة بسيطة، وهذه هي العينة الوحيدة المعروفة من هذا النوع.

## انقراضه
أما عن سبب انقراضه، فليس من الواضح تمامًا متى أو كيف اختفى، ولكن من المحتمل أن يكون ذلك مرتبطًا بالصيد المكثف للمحار والقواقع في المنطقة بين القرنين التاسع عشر والعشرين، مما أدى إلى تجريف قاع القناة وتدمير الموائل الحيوية التي كانت أسماك اليد السلس بحاجة إليها.
في مارس 2020، كان سمك اليد السلس أول سمك بحري معاصر يتم الإعلان عن انقراضه رسميًا في القائمة الحمراء للـ IUCN. لكن في سبتمبر 2021، تم تعديل تصنيفه إلى "بيانات غير كافية" نظرًا لعدم وجود معلومات كافية تؤكد هذه الحالة.